# Любомир Андрейчин
Любомир Димитров Андре́йчин (22 березня 1910 , Софія, Третє Болгарське царство  — 3 вересня 1975 , Софія, Народна Республіка Болгарія ) — болгарський мовознавець. Професор Софійського університету. Член-кореспондет Болгарської Академії наук.

## Праці
Найважливіший твір — «Основна болгарська граматика» (Софія, 1942 р.), перекладений російською, французькою та іншими мовами.
Співавтор підручника для вишів «Сучасна болгарська мова» (Софія, 1954 р.) та словника «Болгарський тлумачний словник» (Софія, 1955 р.).
Редактор часопису «Български език».